# Mon pays t'attend
Albums de Gérard Jaffrès
Le beau voyage
(2005) Nos premières années
(2008)
Mon pays t’attend est le neuvième album studio de Gérard Jaffrès. Il fait référence non pas à la Belgique, son lieu de vie, mais à sa Bretagne natale où ses concerts déclenchent chaque été un certain engouement populaire. Il y situe ses histoires d’amours, de cafés qui ferment, ses souvenirs d’enfance ou de premier groupe. Quand la mélancolie pointe son nez, l’humour vient vite à la rescousse de ses chansons tendres et énergiques, empreintes de nostalgies. Il conserve la puissance du rock mais tend à travers ses textes les grandes voiles noires et blanches qui bretonnes toujours en lui. Dans Où est passée la Blanche Hermine ?, il chante ses craintes pour les futures générations, la fin d'un combat de militantisme breton vieillissant et d'un possible essoufflement du sentiment d'appartenance à cette culture.

## Liste des chansons
| No  | Titre                                 | Durée |
| --- | ------------------------------------- | ----- |
| 1.  | Aujourd'hui je reviens                | 3:40  |
| 2.  | Le dernier café (hanter dro)          | 2:49  |
| 3.  | Mon pays t'attend                     | 3:17  |
| 4.  | Émile lit les lettres d'Émilie        | 3:36  |
| 5.  | Emmenez-moi avec vous                 | 3:40  |
| 6.  | Ce garçon là                          | 3:16  |
| 7.  | Le groupe de reprise                  | 3:18  |
| 8.  | Voler mon amour                       | 3:13  |
| 9.  | Monsieur de Paris (1981)              | 3:18  |
| 10. | Julie n'est pas rentrée (1988)        | 3:54  |
| 11. | De la lumière chez elle (1988)        | 3:21  |
| 12. | Où est passée... la Blanche Hermine ? | 3:37  |

Paroles et musiques Gérard Jaffrès, 
exept. (10) : G.Jaffrès, J.Lizen

## Enregistrement
- Studio Bull sweet home recording (Genval)
- Arrangements et réalisation artistique : Julien et Gérard Jaffrès
- Production Kelou Mad pour Coop Breizh

### Musiciens
- Gérard Jaffrès : basse, guitares acoustiques, flûtes
- Julien Jaffrès : batterie, guitare électrique, claviers
- JP "Bull" Ghaye : batterie
- Jacques Lizen : claviers
- Sébastien Theunissen : violon, mandoline
- Ronan Corre : bombardes, flûtes
- Mike di Royo : cornemuses

### Crédits techniques
- Illustrations : Gérard Jaffrès
- Photos et graphisme : Mproduction